# 105 mm armata przeciwpancerna ATG N 105
Anti Tank Gun NORICUM 105 (ATG N 105) – prototypowa armata przeciwpancerna skonstruowana w latach 80. XX wieku w Austrii, nieprodukowana seryjnie.
Armata ATG N105 została skonstruowana w zakładach Voerst-Alpine AG, a jej sprzedażą miała zająć się firma NORICUM. ATG N 105 powstała przez osadzenie czołgowej armaty L7 na dwuogonowym łożu kołowym.